# Rubin Udler
Rubin Udler (n. 27 septembrie 1925, Brăila, România – d. 20 februarie 2012, Pittsburgh, Pennsylvania, SUA) a fost un doctor în filologie moldovean de origine evreiască, ales ca membru corespondent al Academiei de Științe a Moldovei.
A fost un supraviețuitor al Holocaustului, apoi al lagărelor de muncă sovietice, care a devenit director al secțiunii de dialectologie a Academiei de Științe a Moldovei, funcție pe care a îndeplinit-o peste treizeci de ani.